# Пальмахим (авиабаза)
«Пальмахим» (ивр. פלמחים‎) — авиабаза ВВС Израиля, расположенная рядом с кибуцем Пальмахим, неподалёку от городов Ришон-ле-Цион и Явне.
База «Пальмахим» используется, в частности, в качестве космодрома — для запуска спутников «Офек» ракетой «Шавит», а также других ракет. Примечательно, что запуски космических ракет-носителей проводятся не на восток, как у абсолютного большинства космодромов, а на запад, против вращения Земли, что энергетически невыгодно. Причина этого в том, что трассу запуска можно проложить только над Средиземным морем: земли к востоку от базы заселены, при этом сопредельные страны расположены довольно близко. Трасса пуска «Шавит» проходит возле берегов Египта и Ливии, над югом Сицилии, затем — над Гибралтарским проливом.
В марте 2000 года на авиабазе была размещена первая батарея противоракет «Хец», предназначенных для поражения тактических и оперативно-тактических ракет на дальности до 100—150 км и высоте до 50—60 км, — один из основных компонентов израильской системы противоракетной обороны театра военных действий. В октябре 2000 года было объявлено о введении её в боевой состав, а к марту 2001 года она стала полностью боеспособной.